# Timetropia
Timetropia è il terzo album della Progressive Hard Rock band italiana dei Kingcrow, pubblicato nel 2006 da Lucretia Records International.

## Il disco
Timetropia è un Concept album molto più complesso rispetto al secondo lavoro – Insider -  non solo sotto il profilo tecnico-esecutivo, ma anche dal lato emotivo: si presenta infatti come un disco più introspettivo e teatrale, che potrebbe essere visto come un musical. Per quanto riguarda il processo compositivo si fondono stili molto lontani tra loro come il Gospel, l'Heavy Prog, il Blues, il Jazz, il Raggae, con echi che ricordano atmosfere tipiche dei Musical degli anni '70.
Il disco, recensito praticamente in tutta Europa e U.S.A. con riscontri ampiamente positivi da parte della critica,  si apre con l'intro A Perfect Life, che descrive la giornata tipo del protagonista, Dirk: immagini della moglie che lo risveglia con un sorriso, di una casa che ricorda l'atmosfera di irreale e fiabesca perfezione, in cui tutto scorre uguale senza cambiamenti. Vediamo poi Dirk uscire di casa e dirigersi al lavoro. Ma il protagonista non arrivera' mai in ufficio, in quanto per strada ha un incidente stradale che lo fa cadere in coma. Quando esce dal coma, Dirk chiede notizie della moglie, ma i medici gli rispondono che ha vissuto in uno stato vegetativo per cinque anni, e che a loro non risulta che lui sia sposato. Queste affermazioni lasciano Dirk in uno stato di vuoto interiore, privato della possibilità di avere dei propri ricordi del passato.
Segue la strumentale Fading Out Part I, un brano dalle sonorità forti ed ipnotiche, in cui la band da' ampia prova della sua bravura tecnica e teatrale.
È la volta poi di Timetropia, suite in quattro parti che dà il titolo all'album: in Out of the Darkness  è affidato ai raffinati Riff di chitarra della coppia D. Cafolla e Nastasi, il compito di esprimere l'atmosfera “fuori dal buio” del risveglio dal coma di Dirk: nulla appare più reale, ma tutto assume il sapore di un'illusione che dilania interiormente.
Ed entriamo quindi nel vivo della suite: Dirk torna nella sua casa, ma non trova riscontri tra ciò che gli suggeriscono le immagini dei suoi ricordi e quello che vede tra le pareti del mondo presente. Il suo stato d'animo è ben espresso in Realusion: a Dirk sembra di incamminarsi su una via senza uscita, in cui lui brancola confuso e terrorizzato.
In Beetween Now and Forever il malessere esistenziale di Dirk aumenta, e sempre più si amplifica la sensazione di indossare i panni di un estraneo a se stesso, entrando in una dimensione onirica distorta che lo ossessiona.
Dopo la strumentale Fractured, resa incalzante e potente dall'alchimia unica creata dall'incontro di batteria, chitarre e basso, seguono Home, brano reso caldo e vibrante dalla voce di Gelsomini, e A Merry Go Round, dalle atmosfere noir che ci fanno immergere nell'abisso interiore della droga in cui Dirk è ricaduto, abisso da cui in passato la moglie l'aveva aiutato ad uscire..
È in Fragile Certainties che Dirk percepisce quanto sia sottile per lui la linea che separa follia da sanità mentale, e questa ballata dalle note morbide e malinconiche esprime proprio il senso di soffocamento, freddo interiore, perdita di appigli e smarrimento che si danno battaglia nella mente del protagonista. Mentre cammina, Dirk fa uno strano incontro: la figura di un autostoppista con un volto familiare, che sembra volergli dire qualcosa di importante..
Nella traccia A Hitch-Hiker, le iniziali note cristalline di Xilofono si fondono con il resto della batteria di T. Cafolla, in un crescendo emotivo, mentre le chitarre si rincorrono in riff metallici ed oscuri, criptici e taglienti. È a questo punto del concept musicale che si affaccia un elemento chiave: l'autostoppista fornisce a Dirk un misterioso indizio: gli suggerisce infatti di guardare nel cassetto della scrivania nella sala da pranzo per trovare delle risposte. Ed è in Turn of events in a drawer che Dirk scopre che nel cassetto indicato dall'autostoppista è custodita una foto: quella di una coppia sposata. Ma il particolare inquietante si ha quando Dirk riconosce nei due volti della foto quello di sua moglie e dell'autostoppista. A questo punto, Dirk, sconvolto e in preda al panico, prende la pistola che trova nel cassetto e se la punta ad una tempia. Ma prima di premere il grilletto incrocia uno specchio con lo sguardo: il suo volto è quello dell'autostoppista…
Dirk si precipita in strada, correndo in automobile alla ricerca disperata dell'uomo misterioso, e con Fading Out Part II ci si trova proiettati in un finale aperto: la scritta di un giornale dove campeggia la notizia di un incidente stradale avvenuto sulla strada 2112: un uomo morto ed uno in coma, un autostoppista.. ritorna il concetto Lynchiano di scambio di identità proprio di Strade perdute e Mulholland Drive: come per Fred e Pete Dayton in Strade perdute, così Dirk ha un suo alter ego nell'autostoppista: in un dialogo con l'autostoppista, i due si identificano l'uno nell'altro, come un viaggio nei meandri oscuri dell'inconscio in cui l'autostoppista recita la parte del lato oscuro che è nascosto in ogni uomo….
Per Timetropia la band firma un contratto di esclusiva mondiale per la distribuzione dell'album con la Lucretia Records International.
L'illustrazione di copertina di Timetropia, molto curata come tutto l'art design dell'album,  raffigura le lancette di un orologio metallico inserite in una dimensione a spirale sul punto di implodere, ed è opera di Fabrizio Cerroni.

## Tracce
1. A Perfect Life - 4.08 - (D. Cafolla, Gelsomini)
2. Fading Out Part I - 2.30 - (D. Cafolla, Gelsomini)
3. Out Of The Darkness - 1.46 - (D. Cafolla, Gelsomini)
4. Realusion - 1.56 - (D. Cafolla, Gelsomini)
5. Between Now And Forever - 5.18 - (D. Cafolla, Gelsomini)
6. Fractured - 3.16 - (D. Cafolla, Gelsomini)
7. Home - 3.45 - (D. Cafolla, Gelsomini)
8. A Merry-Go-Round (Chemical Ecstasy) - 3.33 - (D. Cafolla, Gelsomini)
9. Fragile Certainties - 4.05 - (D. Cafolla, Gelsomini)
10. A Hitch-Hiker - 1.28 - (D. Cafolla, Gelsomini)
11. Turn Of Events In A Drawer - 5.12 - (D. Cafolla, Gelsomini)
12. Fading Out Part II - 6.17 - (D. Cafolla, Gelsomini)

## Formazione
- Mauro Gelsomini: lead and backing vocals – subjects & lyrics writer
- Diego Cafolla: lead guitar – songwriter & music supervisor
- Ivan Nastasi: guitar - backing vocals
- Thundra Cafolla: drums & percussions
- Giulio Caputi: bass